# Проб
Вижте пояснителната страница за други личности с името Проб.
Марк Аврелий Проб (на латински: Marcus Aurelius Probus) е римски император в периода 276 – 282 година.
Проб е родом от Сирмиум, провинция Долна Панония (дн. Сремска Митровица, Сърбия), и е син на военен трибун, бивш градинар. От ранна възраст Проб влиза в армията, назначен е за трибун на легион при Валериан и се отличава като военачалник при император Аврелиан. Назначен е за управител на провинция Египет от император Тацит, при чиято смърт (през 276 г.) незабавно е обявен от войниците си за негов приемник.
Според историка Аврелий Виктор „той имал големи познания във военното дело и можел да бъде наречен втори Анибал, ако се вземе предвид умението му да закалява младежта и да намира различни занимания на войниците“.

## Император
След свалянето на Флориан, Проб е безспорният владетел на Римската империя. Той е един от най-дейните и успешни управници в историята ѝ. Той продължава реформената политика на Аврелиан и не само довежда до завършек възстановяването на римските територии, но и прави опит и успява да стабилизира до известна степен икономиката на провинциите.
В самото начало на управлението си, Проб полага огромни усилия да укроти готите и аланите, плячкосващи по северното крайбрежие на Мала Азия, а през 277 г. защитава границата по долен Дунав от готите. Веднага след това Проб се отправя на запад, където франките, алеманите и бургундите, нахлули в Галия (277 – 278 г.), подлагат провинцията на големи опустошения. Въпреки крайния успех на римляните, земите на запад остават задълго разорени от варварската инванзия, а империята официално се оттегля от укрепената област Агри Декумати между реките Дунав и Рейн.
През 278–9 г. Проб разбива вандалите в Панония и Илирия, сарматите и отново готите в Тракия. В Египет разгромява блемите (280 г.) и узурпатора Сатурнин (281 г.) в Сирия, а в Германия – Бонос и Прокул през същата година. След всичките си успехи се връща в Рим, където отпразнува триумф (281 г.), а със Сената установява делови и спокойни отношения.
По нареждане на Проб, Северна Африка е засадена с маслинови дръвчета, а в Галия, Панония и Мизия са пренесени лозя, с цел да развие местното стопанство. При посещението си в Египет императорът организира почистването на каналите по река Нил, занемарени от векове.
Проб често заставял легионерите да работят по обществените строежи, ако няма военни действия, въпреки че постепенно това му навлякло тяхната ненавист. Готвейки се за поход към Персия, императорът минава с легионите през родния си град Сирмиум. Там Проб заповядва на войниците да прокопаят канали за пресушаване на едно блато, но те внезапно се разбунтуват и го убиват (септември или октомври 282 г.). Възможно е това да е било в резултат от планиран преврат на неговия непосредствен приемник, преторианския префект Кар. Поради своята непопулярност сред армиите Проб не бил обожествен, макар че просенатските историци и писатели моралисти го причисляват към най-добрите императори.
Брат му Домеций е владика на Византион през 272 г. Двамата му племенника Проб и Метрофан стават владици на Византион и Константинопол.

## Вижте други
- Криза на Римската империя в III век
- Войнишки императори